# 23 de abril
23 de abril é o 113.º dia do ano no calendário gregoriano (114.º em anos bissextos). Faltam 252 dias para acabar o ano.

## Eventos históricos

1348: criação da Ordem da Jarreteira pelo rei Eduardo III

- 215 a.C. — Um templo é construído sobre o monte Capitolino dedicado a Vênus Ericina para comemorar a derrota romana no Lago Trasimeno.
- 0711 — Dagoberto III sucede a seu pai o rei Quildeberto III como rei dos francos.
- 1046 — Grande Rei da Irlanda Brian Boru derrota invasores víquingues, mas é morto em batalha.
- 1016 — Edmundo Braço de Ferro sucede seu pai Etelredo, o Despreparado, como rei da Inglaterra.
- 1343 — Início da Revolta da Noite de São Jorge no Ducado da Estônia.
- 1348 — Anunciada a fundação da Ordem da Jarreteira pelo rei Eduardo III no Dia de São Jorge.
- 1516 — A Lei da Pureza da Cerveja é promulgada pelo duque Guilherme IV da Baviera em Ingolstadt.
- 1660 — Tratado de Oliva é estabelecido entre a Suécia e a República das Duas Nações (Polônia e Lituânia).
- 1661 — O rei Carlos II da Inglaterra, Escócia e Irlanda é coroado na Abadia de Westminster.
- 1815 — Segunda Revolta Sérvia: a segunda fase da revolução nacional dos sérvios contra o Império Otomano, tem início logo após a anexação do país ao Império Otomano.
- 1879 — Em South Bend, Estados Unidos, um incêndio incendeia o segundo edifício principal e a cúpula da Universidade de Notre Dame, o que leva à construção do terceiro e atual edifício principal com sua cúpula dourada.[1]
- 1891 — Guerra Civil Chilena: o encouraçado Blanco Encalada é afundado na baía Caldera por barcos torpedeiros.[2]
- 1918 — Primeira Guerra Mundial: a Marinha Real Britânica faz um ataque na tentativa de neutralizar o porto belga de Bruges-Zeebrugge.[3]
- 1920 — A Grande Assembleia Nacional da Turquia é fundada em Ancara, Turquia. Ela condena o governo do sultão Maomé VI e anuncia a elaboração de uma constituição temporária.
- 1935 — Adotada a Constituição de Abril da Polônia.
- 1936 — Criação do campo de concentração português do Tarrafal em Cabo Verde.
- 1941 — Segunda Guerra Mundial: o governo grego e o rei Jorge II evacuam Atenas antes da invasão da Wehrmacht.
- 1945 — Segunda Guerra Mundial: o sucessor designado de Adolf Hitler, Hermann Göring, envia a ele um telegrama pedindo permissão para assumir a liderança da Alemanha nazista. Martin Bormann e Joseph Goebbels aconselham Hitler que o telegrama é traiçoeiro.
- 1946 — Manuel Roxas é eleito o último Presidente da Comunidade das Filipinas.
- 1948 — Adotada a Resolução 48 do Conselho de Segurança das Nações Unidas.
- 1949 — Guerra Civil Chinesa: criação da Marinha do Exército Popular de Libertação.
- 1961 — Putsch de Argel por generais franceses.
- 1967 — Programa espacial soviético: lançado em órbita o Soyuz 1, um voo espacial tripulado transportando o cosmonauta, coronel Vladimir Komarov.
- 1971 — Guerra de Libertação de Bangladesh: o Exército do Paquistão e os Razakars massacram aproximadamente 3 000 emigrantes hindus na área de Jathibhanga, no Paquistão Oriental (atual Bangladesh).[4]
- 1990 — Namíbia torna-se o 160.º membro da Organização das Nações Unidas e o 50.º integrante da Comunidade das Nações.
- 1993 — Eritreia obtém a independência após um referendo.
- 1999 — A OTAN bombardeia a sede da Rádio Televisão da Sérvia, como parte de sua campanha aérea contra a República Federal da Iugoslávia.
- 2005 — O primeiro vídeo do YouTube, intitulado "Me at the zoo", foi publicado pelo co-fundador Jawed Karim.
- 2014 — Entra em vigor a lei que regula o uso da Internet no Brasil.

## Nascimentos

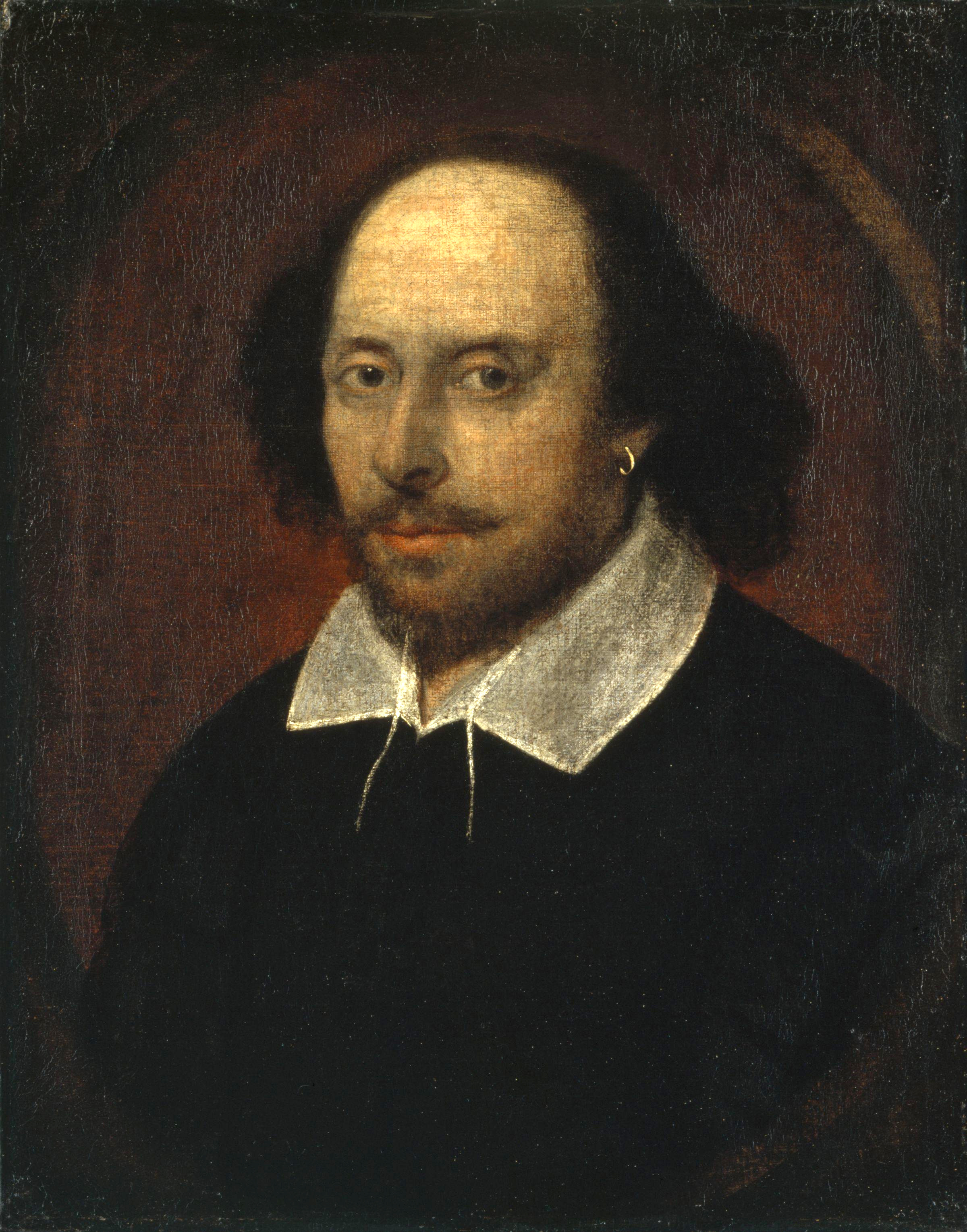
William Shakespeare

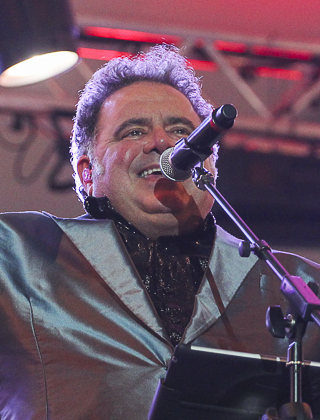
Leo Jaime

### Anterior ao século XIX
- 1185 — Afonso II de Portugal (m. 1223).
- 1336 — Olivier de Clisson, nobre bretão (m. 1407).
- 1420 — Jorge de Poděbrady, rei da Boêmia (m. 1471).
- 1464 — Joana de Valois, Duquesa de Berry (m. 1505).
- 1484 — Julius Caesar Scaliger, escritor e médico italiano (m. 1558).
- 1539 — Jorge de Albuquerque Coelho, donatário português (m. 1596).
- 1564 — William Shakespeare, dramaturgo, poeta e ator britânico (m. 1616).
- 1712 — Devasahayam Pillai, oficial e santo indiano (m. 1752).
- 1744 — Carlota Amália Guilhermina de Eslésvico-Holsácia-Sonderburgo-Plön (m. 1770).
- 1758 — Alexander Cochrane, militar britânico (m. 1832).
- 1768 — José Álvarez Cubero, escultor espanhol (m. 1827).
- 1775 — William Turner, pintor romântico britânico (m. 1851).
- 1791 — James Buchanan, político estadunidense (m. 1868).

### Século XIX
- 1803 — Jules d'Anethan, político belga (m. 1888).
- 1810 — Eugène Belgrand, engenheiro francês (m. 1878).
- 1825 — Emil Welti, político e militar suíço (m. 1899).
- 1844 — Sanford B. Dole, jurista e político estadunidense (m. 1926).
- 1851 — Carl Sofus Lumholtz, etnólogo e explorador alemão (m. 1922).
- 1856 — Granville Woods, inventor estadunidense (m. 1910).
- 1857 — Ruggero Leoncavallo, compositor italiano (m. 1919).
- 1858
  - Ethel Smyth, escritora e compositora britânica (m. 1944).
  - Max Planck, físico alemão (m. 1947).
- 1860 — Archibald Murray, militar britânico (m. 1945).
- 1861 — Edmund Allenby, militar britânico (m. 1936).
- 1867 — Johannes Fibiger, médico dinamarquês (m. 1928).
- 1873
  - Theodor Körner, militar e político austríaco (m. 1957).
  - Arnold van Gennep, antropólogo francês (m. 1957).
- 1876 — Arthur Moeller van den Bruck, escritor e historiador alemão (m. 1925).
- 1892 — Richard Huelsenbeck, escritor alemão (m. 1974).
- 1893
  - Frank Borzage, diretor, produtor, ator e roteirista estadunidense (m. 1962).
  - Jorge de Lima, escritor, político, médico e tradutor brasileiro (m. 1953).
- 1898 — Valentín Paz-Andrade, escritor, poeta e jornalista espanhol (m. 1987).

### Século XX

#### 1901–1950
- 1901 — E.B. Ford, geneticista britânico (m. 1988).
- 1902 — Halldór Laxness, escritor islandês (m. 1998).
- 1903
  - Guy Simonds, oficial canadense (m. 1974).
  - Karl Larenz, jurista e filósofo alemão (m. 1993).
- 1905 — Ladislau Raffinsky, futebolista e treinador de futebol romeno (m. 1981).
- 1907 — Baltasar Lopes da Silva, poeta, escritor e linguista cabo-verdiano (m. 1989).
- 1910
  - Simone Simon, atriz francesa (m. 2005).
  - Georg Johansson, futebolista sueco (m. 1996).
- 1912 — György Szűcs, futebolista e treinador de futebol húngaro (m. 1991).
- 1916 — Ivo Lola Ribar, político e militar croata (m. 1943).
- 1918
  - Geraldo Pereira, sambista e compositor brasileiro (m. 1955).
  - Maurice Druon, escritor francês (m. 2009).
- 1919
  - Anne Buydens, filantropa, atriz e produtora de cinema norte-americana (m. 2021).
  - Dorian Leigh, modelo estadunidense (m. 2008).
- 1921 — Janet Blair, atriz estadunidense (m. 2007).
- 1923
  - Hélio Jaguaribe, sociólogo, cientista político e escritor brasileiro (m. 2018).
  - Dolph Briscoe, político estadunidense (m. 2010).
  - Reinhart Koselleck, historiador alemão (m. 2006).
  - Eduardo Leal de Medeiros, militar e pentatleta brasileiro (m. 2002).
- 1924
  - Bobby Rosengarden, músico estadunidense (m. 2007).
  - Ruth Leuwerik, atriz alemã (m. 2016).
- 1925 — R. W. Davies, historiador e economista britânico (m. 2021).
- 1928 — Shirley Temple, atriz estadunidense (m. 2014).
- 1930 — Alan Oppenheimer, ator e dublador estadunidense.
- 1932
  - Cláudia Barroso, cantora brasileira (m. 2015).
  - Ivan Šantek, futebolista croata (m. 2015).
- 1933 — Valentin Bubukin, futebolista e treinador de futebol russo (m. 2008).
- 1934 — Coşkun Taş, futebolista turco (m. 2024).
- 1935
  - Herval Rossano, ator e diretor de televisão brasileiro (m. 2007).
  - Milena Vukotic, atriz italiana.
- 1936 — Roy Orbison, cantor, compositor e músico estadunidense (m. 1988).
- 1939 — Lee Majors, ator estadunidense.
- 1941
  - Ray Tomlinson, programador estadunidense (m. 2016).
  - Paavo Lipponen, político finlandês.
  - Jacqueline Boyer, cantora e atriz francesa.
- 1942
  - Joviano de Lima Júnior, bispo brasileiro (m. 2012).
  - Sandra Dee, atriz e modelo franco-americana (m. 2005).
  - Jorge Antunes, compositor e maestro brasileiro.
  - Barry Hannah, escritor norte-americano.
- 1943
  - Hervé Villechaize, ator francês (m. 1993).
  - José Edvar Simões, ex-jogador de basquete brasileiro.
  - Iñaki Sáez, ex-futebolista e treinador de futebol espanhol.
- 1944 — Jean-François Stévenin, ator e diretor de cinema francês (m. 2021).
- 1945 — Jorge Vásquez, ex-futebolista salvadorenho.
- 1946 — Anatoliy Byshovets, ex-futebolista e treinador de futebol ucraniano.
- 1947 — Glenn Cornick, músico britânico (m. 2014).
- 1948
  - Gustavo de Simone, ex-futebolista e treinador de futebol uruguaio.
  - Enver Marić, ex-futebolista bósnio.
- 1949 — John Miles, músico britânico (m. 2021).
- 1950
  - Steve McCurry, fotógrafo norte-americano.
  - Yrjö Rantanen, enxadrista finlandês (m. 2021).

#### 1951–2000
- 1951
  - Ozeias de Paula, cantor e compositor brasileiro.
  - Gaston Kaboré, cineasta burquinês.
- 1952 — Jean-Dominique Bauby, jornalista e escritor francês (m. 1997).
- 1953 — James Russo, ator estadunidense.
- 1954
  - Michael Moore, cineasta documentarista e escritor estadunidense.
  - Robson Jorge, compositor brasileiro (m. 1992).
- 1955
  - Judy Davis, atriz australiana.
  - Noël Dejonckheere, ciclista belga (m. 2022).
  - Anthony Miles, enxadrista britânico (m. 2001).
- 1956 — Josef Mazura, ex-futebolista e treinador de futebol tcheco.
- 1957 — Jan Hooks, atriz estadunidense (m. 2014).
- 1958 — Magnus Andersson, ex-futebolista sueco.
- 1959 — Jonathan Sagall, ator canadense.
- 1960
  - Leo Jaime, cantor, compositor e ator brasileiro.
  - Steve Clark, músico britânico (m. 1991).
  - Craig Sheffer, ator estadunidense.
  - Gilmar, cantor e compositor brasileiro.
- 1961
  - Pierluigi Martini, ex-automobilista italiano.
  - George Lopez, ator e comediante estadunidense.
  - Terry Gordy, lutador profissional norte-americano (m. 2001).
  - Dirk Bach, ator e dublador alemão (m. 2012).
- 1962
  - John Hannah, ator britânico.
  - Michael F. Feldkamp, historiador, escritor e jornalista alemão.
- 1963
  - Paul Belmondo, ex-automobilista francês.
  - Pia Cramling, enxadrista sueca.
- 1964
  - Dedina Bernardelli, atriz brasileira.
  - Hossein Amir-Abdollahian, político e diplomata iraniano (m. 2024).
  - Halla Margrét Árnadóttir, cantora islandesa.
- 1965 — Régis, ex-futebolista brasileiro.
- 1966
  - Milagres, ex-futebolista e treinador de futebol brasileiro.
  - Nestor Subiat, ex-futebolista suíço.
  - Franco Foda, ex-futebolista e treinador de futebol alemão.
- 1967
  - Melina Kanakaredes, atriz estadunidense.
  - Roberto Minczuk, maestro brasileiro.
- 1968
  - Timothy McVeigh, terrorista estadunidense (m. 2001).
  - Aisha bint Hussein, princesa jordaniana.
- 1969
  - P. J. Jones, automobilista estadunidense.
  - Yelena Shushunova, ginasta soviética (m. 2018)..
  - Martín López-Zubero, ex-nadador espanhol.
- 1970
  - Sérgio Alves, ex-futebolista brasileiro.
  - Tayfur Havutçu, ex-futebolista turco.
- 1971 — Gilmar, ex-futebolista brasileiro.
- 1972
  - Patricia Manterola, atriz, cantora e modelo mexicana.
  - Alain-Guillaume Bunyoni, político burundinês.
  - Demet Akalın, modelo e cantora turca.
- 1973 — Pablo Rotchen, ex-futebolista argentino.
- 1974 — Carlos Dengler, músico estadunidense.
- 1975 — Christian, ex-futebolista brasileiro.
- 1976
  - Tesfaye Jifar, maratonista etíope.
  - Valeska Menezes, jogadora de vôlei brasileira.
  - Darren Huckerby, ex-futebolista britânico.
- 1977
  - Lee Young-pyo, ex-futebolista sul-coreano.
  - John Cena, wrestler, rapper e ator estadunidense.
  - John Oliver, ator, comediante e apresentador britânico-americano.
  - Kal Penn, ator e político estadunidense.
- 1978
  - Papy Lukata Shumu, ex-futebolista congolês.
  - Gezahegne Abera, atleta etíope.
  - Géder, ex-futebolista brasileiro.
  - Marcel Mbayo, ex-futebolista congolês.
  - Inti Podestá, ex-futebolista uruguaio.
- 1979
  - Jaime King, atriz e modelo estadunidense.
  - Lauri Ylönen, músico finlandês.
  - Joanna Krupa, atriz e modelo polonesa-americana.
  - Joyce Ribeiro, jornalista brasileira.
  - Nicolas Portal, ciclista francês (m. 2020).
- 1980
  - Paulina Gálvez, modelo colombiana.
  - Thiago Marques, automobilista brasileiro.
  - Marjorie de Sousa, atriz venezuelana.
- 1981
  - Iriney, ex-futebolista brasileiro.
  - Javad Kazemian, ex-futebolista iraniano.
  - Mickaël Tacalfred, futebolista francês.
  - Gabriella Windsor, membro da família real britânica.
- 1982
  - Kyle Beckerman, ex-futebolista estadunidense.
  - Jorge Henrique, futebolista brasileiro.
  - Georgios Ambaris, ex-futebolista grego.
- 1983
  - Taio Cruz, cantor e compositor britânico.
  - Daniela Hantuchová, ex-tenista eslovaca.
  - Leon Andreasen, ex-futebolista dinamarquês.
  - Yves Bitséki Moto, futebolista gabonês.
  - Alex Bogomolov Jr., ex-tenista russo.
- 1984
  - Alexandra Kosteniuk, enxadrista russa.
  - Jacques Haeko, futebolista neocaledônio.
- 1985
  - Juliana Schalch, atriz brasileira
  - Rachel Skarsten, atriz canadense.
- 1986
  - Aleksey Rebko, ex-futebolista russo.
  - Sven Kramer, ex-patinador artístico neerlandês.
  - Jessica Stam, modelo canadense.
  - Eduardo Schwank, ex-tenista argentino.
  - Tony Cabaça, futebolista angolano.
  - Valeri Domovchiyski, futebolista búlgaro.
- 1987
  - Michael Arroyo, futebolista equatoriano.
  - Sammir, ex-futebolista brasileiro-croata.
  - Daniel Bocanegra, futebolista colombiano.
  - John Boye, futebolista ganês.
- 1988
  - Victor Anichebe, ex-futebolista nigeriano.
  - Alistair Brownlee, triatleta britânico.
- 1989 — Nicole Vaidišová, ex-tenista tcheca.
- 1990
  - Eliandro, futebolista brasileiro.
  - Rui Fonte, futebolista português.
  - Dev Patel, ator britânico.
  - Sofia Jakobsson, futebolista sueca.
  - Mathias Jørgensen, futebolista dinamarquês.
- 1992
  - Zelim Bakaev, cantor russo (m. 2017).
  - OG Maco, rapper norte-americano (m. 2024).
- 1993 — Alexy Bosetti, futebolista francês.
- 1994
  - Ihlas Bebou, futebolista togolês.
  - Song Kang, ator sul-coreano.
- 1995 — Gigi Hadid, modelo estadunidense.
- 1996
  - Charlie Rowe, ator britânico.
  - Carolina Meligeni Alves, tenista brasileira.
  - Álex Márquez, motociclista espanhol.
- 1997
  - Jordy Gaspar, futebolista franco-angolano.
  - Zach Apple, nadador norte-americano.
- 1998 — Marcelo Saracchi, futebolista uruguaio.
- 1999
  - Son Chae-young, rapper, compositora, produtora musical e dançarina sul-coreana.
  - Laufey, cantora e compositora islandesa.
- 2000 — Chloe Kim, snowboarder estadunidense.

### Século XXI
- 2001 — Pedro Bicalho, futebolista brasileiro.
- 2003 — Metinho, futebolista congolês-brasileiro.
- 2004
  - Wejdene, cantora e compositora de R&B francesa.
  - Teagan Croft, atriz australiana.
- 2012 — Alan Kim, ator americano.
- 2018 — Luís de Gales, membro da família real britânica.

## Mortes

### Anterior ao século XIX
- 0303 — São Jorge (n. 275).
- 0871 — Etelredo de Wessex (n. 837).
- 0997 — Adalberto de Praga, bispo de Praga (n. c. 956).
- 1014 — Brian Boru, rei da Irlanda (n. 941).
- 1016 — Etelredo II, rei da Inglaterra (n. 968).
- 1070 — Minamoto no Tametomo, samurai japonês (n. 1139).
- 1124 — Alexandre I da Escócia (n. 1078).
- 1151 — Adeliza de Lovaina, rainha consorte da Inglaterra (n. 1103).
- 1217 — Ingo II da Noruega (n. 1185).
- 1307 — Joana de Acre, princesa da Inglaterra (n. 1272)
- 1407 — Olivier de Clisson, nobre francês (n. 1336).
- 1554 — Gaspara Stampa, poeta italiana (n. 1523).
- 1616 — William Shakespeare, poeta e dramaturgo inglês (n. 1564).
- 1625 — Maurício, Príncipe de Orange (n. 1567).
- 1686 — Henrietta Wentworth, 6.ª Baronesa Wentworth (n. 1660).

### Século XIX
- 1815 — Alexandre Rodrigues Ferreira, naturalista brasileiro (n. 1756).
- 1850 — William Wordsworth, poeta britânico (n. 1770).
- 1889 — Jules Amédée Barbey d'Aurevilly, escritor francês (n. 1808).
- 1895 — Carl Ludwig, fisiologista alemão (n. 1816).

### Século XX
- 1934 — Gregório da Fonseca, militar e escritor brasileiro (n. 1875).
- 1942 — Olga Benário Prestes, militante comunista alemã (n. 1908).
- 1944 — Caetano Munhoz da Rocha, político brasileiro (n. 1879).
- 1975 — William Hartnell, ator britânico (n. 1908).
- 1976 — Karl Schäfer, patinador artístico e nadador austríaco (n. 1909).
- 1986 — Otto Preminger, diretor cinematográfico austríaco (n. 1906).
- 1990
  - Rui Barata, poeta e compositor brasileiro (n. 1920).
  - Paulette Goddard, atriz estadunidense (n. 1910).
- 1996 — Pamela Lyndon Travers, atriz, escritora e jornalista australiana (n. 1899).

### Século XXI
- 2007 — Boris Iéltsin, político russo (n. 1931).
- 2008 — Voninho, músico brasileiro (n. 1939).
- 2010 — Natalia Lavrova, ginasta russa (n. 1984).
- 2015
  - Roberto Talma, diretor e produtor de televisão brasileiro (n. 1949).
  - Mangabinha, músico brasileiro (n. 1942).
- 2017 — Jerry Adriani, ator e cantor brasileiro (n. 1947).
- 2021 — Levy Fidelix, político brasileiro (n. 1951).

## Feriados e eventos cíclicos
- Dia Mundial do Livro e do Direito de Autor
- Dia Mundial do Escoteiro

### Brasil
- Dia Nacional do Choro
- Emancipação da cidade de Candeal, Bahia
- Feriado estadual no Rio de Janeiro
- Dia do Serralheiro
- Dia Nacional da Educação de Surdos

### Portugal
- Feriado Municipal de Velas

### Cristianismo
- Adalberto de Praga
- Félix, Fortunato e Aquileu
- Jorge da Capadócia
- Toyohiko Kagawa

## Outros calendários
- No calendário romano era o 9.º dia (IX) antes das calendas de maio.
- Em Roma era o dia da Vinalia, festa relacionado com as vinhas, de prova do vinho novo do ano anterior e de esperança para a próxima colheita no final do verão.
- No calendário litúrgico tem a letra dominical A para o dia da semana.
- No calendário gregoriano a epacta do dia é vi.